# Kenneth Mathiason Skeaping

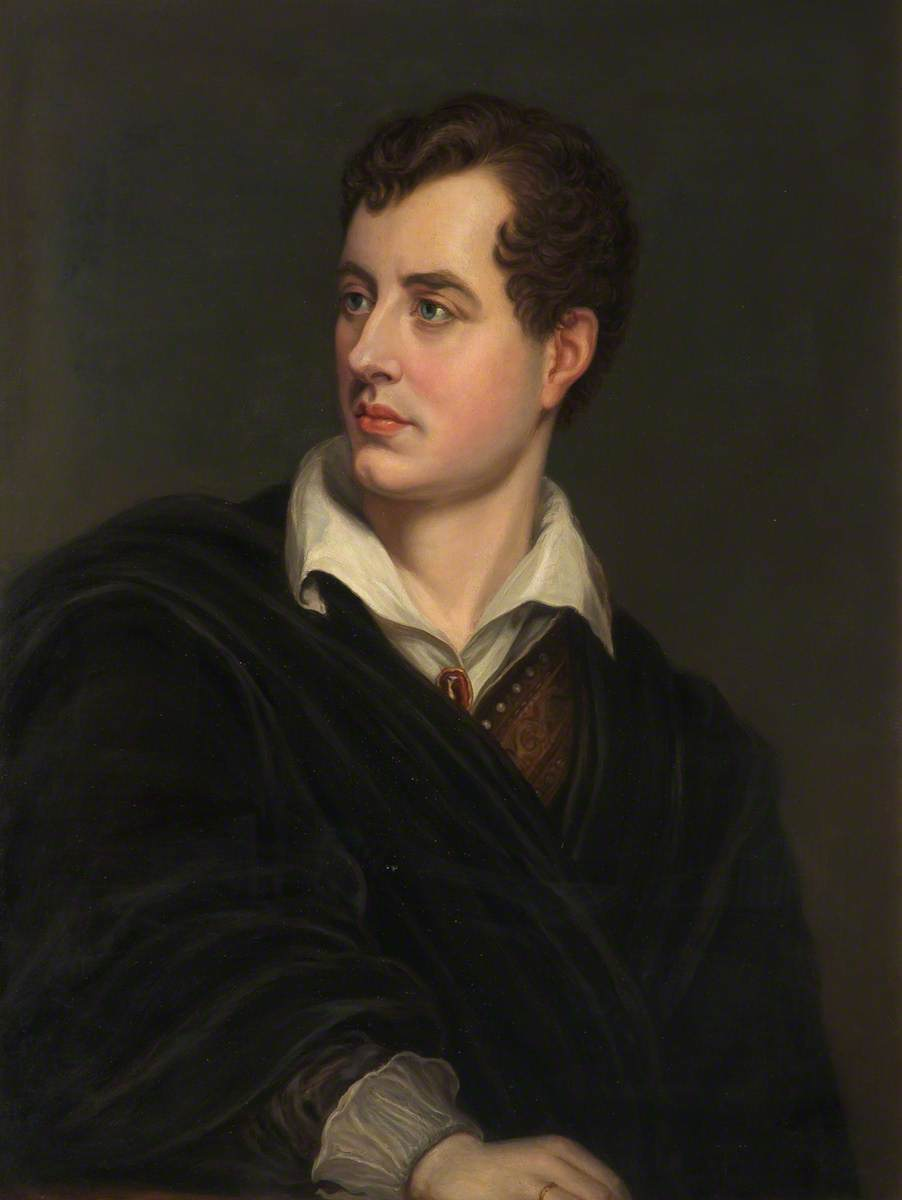
George Gordon Byron (1788–1824), 6th Baron Byron of Rochdale (nach Thomas Phillips)

Kenneth Mathiason Skeaping (* 13. Dezember 1856 in Liverpool; † 16. Mai 1946 in Tadworth, Surrey) war ein britischer Lithograf, Porträtmaler und Illustrator.

## Leben

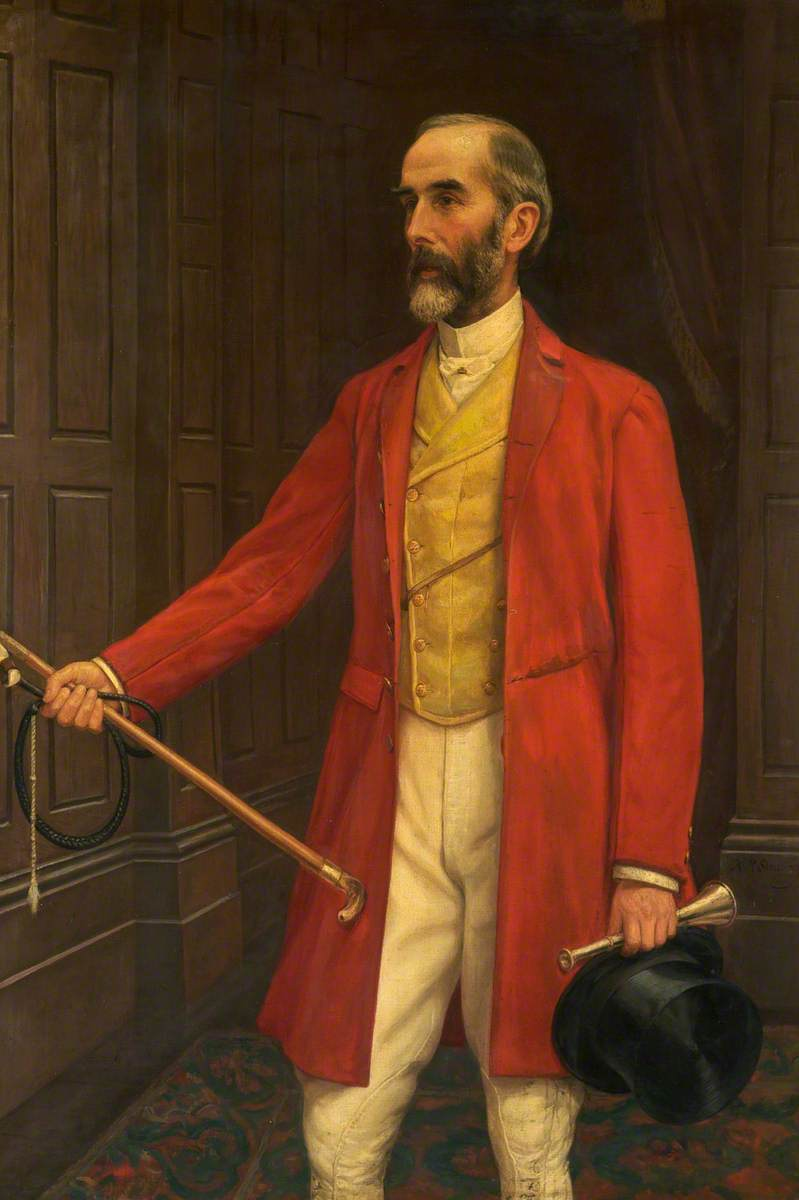
Kenneth Mathieson Skeaping: Porträt von Richard Heape

Kenneth Mathiason Skeaping wurde am 13. Dezember 1856 in Liverpool als Sohn des Holzschnitzers Joseph Nairn Skeaping und der Mary Pollock Mathiason geboren. Er war das zweite von neun Kindern. Kenneth Mathiason Skeaping begann seine berufliche Laufbahn als Lithograf und zog Anfang der 1880er Jahre nach London. Dort heiratete er 1895 Sarah Ann Rattenbury. Das Paar hatte vier Kinder, darunter John Rattenbury Skeaping, der später ein bekannter Bildhauer wurde, und Mary Emma Skeaping, eine Balletttänzerin und Produzentin. Die Kinder wurden zunächst ausschließlich zu Hause unterrichtet. Der Vater legte Wert auf eine kreative und sprachliche Erziehung durch Musik, Tanz, Malerei und Nachahmung. Die Familie lebte zunächst in South Woodford, Essex, dann in Bexleyheath und schließlich in Camden, London. Die letzten Jahre seines Lebens verbrachte Skeaping in Tadworth, Surrey, wo er am 16. Mai 1946 im Alter von 89 Jahren starb. Kenneth Skeaping arbeitete als Porträtist und Illustrator.
Seine erste bekannte Ausstellung fand 1886 in der Manchester City Art Gallery mit dem Werk Reciting the Charge of the Light Brigade statt. In der Walker Art Gallery in Liverpool stellte er insgesamt 34 Werke aus. Zu seinen bekannten Porträts gehört eine Kopie des Gemäldes von Lord Byron nach Thomas Phillips aus dem Jahr 1908. Als Illustrator arbeitete er unter anderem für Werke von Jerome K. Jerome, darunter Told After Supper (1890) und On the Stage-and Off (1891). Seine Illustrationen zeichnen sich durch Detailreichtum und humorvolle Darstellungen aus.